# Kokkie Gilles
Maria Cornelia „Kokkie“ Gilles (* 1918; † 5. Februar 2006 in Soest (Niederlande)) war die persönliche Vertraute des niederländischen Prinzen Bernhard zur Lippe-Biesterfeld.
Gilles wurde gegen Ende des Zweiten Weltkriegs persönliche Assistentin des Prinzen und begleitete ihn in den Folgejahren. Nach ihrer Pensionierung blieb sie in engem Kontakt mit Prinz Bernhard. Für ihre Verdienste wurde sie mit dem Ehrenkreuz des Hausordens von Oranien ausgezeichnet.
Gilles starb am 5. Februar 2006 im Alter von 87 Jahren.
| Personendaten    | Personendaten                                                                                      |
| ---------------- | -------------------------------------------------------------------------------------------------- |
| NAME             | Gilles, Kokkie                                                                                     |
| ALTERNATIVNAMEN  | Gilles, Maria Kornelia                                                                             |
| KURZBESCHREIBUNG | niederländische, persönliche Vertraute des niederländischen Prinzen Bernhard zur Lippe-Biesterfeld |
| GEBURTSDATUM     | 1918                                                                                               |
| STERBEDATUM      | 5. Februar 2006                                                                                    |
| STERBEORT        | Soest                                                                                              |